# سیارک ۲۳۲۸۱
سیارک ۲۳۲۸۱ (به انگلیسی: 23281 Vijayjain، نامگذاری:2000YY116) بیست و سه هزار و دویست و هشتاد و یکمین سیارک کشف شده‌است که در ۳۰ دسامبر ۲۰۰۰ کشف شد.
قدر مطلق سیارک برابر ۱۲.۳ است.